# Philistina rhinophyllus
Philistina rhinophyllus är en skalbaggsart som beskrevs av Wiedeman 1823. Philistina rhinophyllus ingår i släktet Philistina och familjen Cetoniidae. Inga underarter finns listade i Catalogue of Life.